# Romy Beer
Pour les articles homonymes, voir Beer.
Romy Beer, née le 14 janvier 1981 à Dohna, est une biathlète allemande.

## Biographie
Avec un palmarès junior riche de trois médailles mondiales dont un titre obtenu en 2001, elle débute en Coupe du monde en 2002 et obtient comme meilleur résultat une deuxième place en relais durant la saison 2002-2003.
En mai 2009, elle est victime d'un grave accident alors qu'elle effectue une sortie à vélo avec sa coéquipière Anne Preußler, qui a occasionné une fracture d'une vertèbre thoracique, ainsi qu'une pression sur l'artère carotide qui aurait pu engendrer un AVC.
Elle est la fille d'un biathlète médaillé olympique en 1976, Manfred Beer, et est la sœur de Katja Beer, également biathlète.

## Palmarès

### Coupe du monde
- Meilleur classement général : 55e en 2003.
- 1 podium en relais : 1 deuxième place.
- Meilleur résultat individuel : 14e.

#### Classements annuels
| Année | Classement général final |
| 2003  | 55e                      |
| 2004  | 73e                      |

### Championnats d'Europe
- Médaille de bronze du relais en 2004.

### Championnats du monde junior
- Médaille d'or du sprint en 2001.
- Médaille d'argent de la poursuite en 2001.
- Médaille de bronze du relais en 2001.